# Stazione di Grand Central Madison
La stazione di Grand Central Madison è una stazione ferroviaria statunitense che funge da capolinea della Main Line della Long Island Rail Road. Realizzata come parte dell'East Side Access e posta al di sotto del Grand Central Terminal, serve il quartiere Midtown East del borough newyorkese di Manhattan.

## Storia
I lavori di costruzione della stazione, concepita come parte del progetto East Side Access, ebbero inizio nella seconda metà del 2009. Il 31 maggio 2022 la Metropolitan Transportation Authority (MTA) annunciò che il nome della stazione sarebbe stato Grand Central Madison. Dopo una serie di ritardi, la stazione è stata inaugurata il 25 gennaio 2023.

## Strutture e impianti

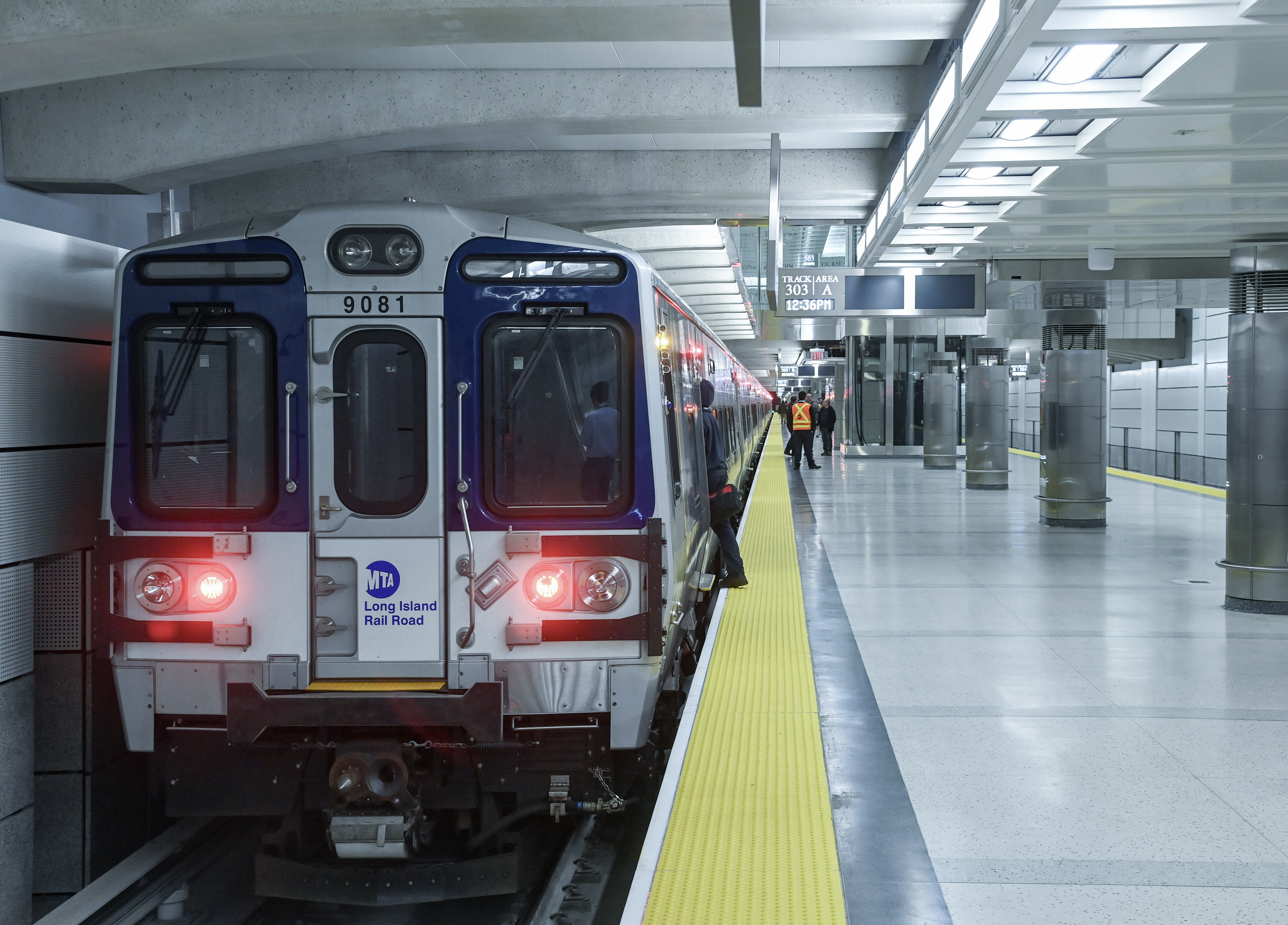
Un treno M9 fermo al binario 303.

La stazione si sviluppa su due canne ed è dotata di quattro banchine a isola e otto binari (numerati 201-204 e 301-304); entrambe le canne ospitano due livelli, ciascuno contenente una banchina a isola e due binari. La stazione dispone di due mezzanini: quello inferiore, posto ad una profondità di 43 metri, funge da collegamento tra le quattro banchine ed è collegato a quello superiore da una serie di scale mobili e ascensori; quello superiore, denominato Madison Concourse, ospita le biglietterie, i servizi igienici e numerosi spazi commerciali, ed è collegato al sovrastante Grand Central Terminal e al piano stradale da una serie di scale mobili e ascensori.

## Movimento
Al momento, la stazione è servita solo da una navetta che la collega con la stazione di Jamaica fermando nelle stazioni intermedie di Kew Gardens, Forest Hills e Woodside. Quando entrerà in funzione a pieno regime, la stazione sarà servita da tutte le 11 linee del servizio ferroviario suburbano della Long Island Rail Road.

## Servizi
La stazione è accessibile alle persone con disabilità motoria.
- Biglietteria automatica
- Sala d'attesa
- Servizi igienici
- Bar
- Negozi

## Interscambi
La stazione è servita da numerose autolinee gestite da MTA Bus e NYCT Bus ed è collegata alla stazione della metropolitana Grand Central-42nd Street e al Grand Central Terminal.
- Stazione ferroviaria (Grand Central Terminal, linee Harlem, Hudson e New Haven  della Metro-North Railroad)
- Stazione metropolitana (Grand Central-42nd Street, linee 4, 5, 6, 7 e navetta S 42nd Street)
- Stazione taxi
- Fermata autobus